# تضيق تحت المزمار
تضيق تحت المزمار (بالإنجليزية: Subglottic stenosis)‏ هو عيب خلقي أو تضييق مُكتسب في مجرى هواء المزمار. على الرغم من أن هذا أمر نادر الحدوث نسبيا، إلا أن هذه المشكلة هي العيب الخلقي الثالث الأكثر شيوعا في مجرى الهواء بعد تلين الحنجرة (بالإنجليزية: Laryngomalacia)‏ وشلل الحبال الصوتية (بالإنجليزية: Vocal fold paresis)‏. يُعتبر تضيق تحت المزمار أمر يهدد الحياة وأحد حالات طوارئ مجرى التنفس، ولا بد لطبيب الأنف والأذن والحنجرة أن يكون خبيراً في التعامل مع تشخيص وعلاج هذا الاضطراب. يُمكن لتضيق تحت المزمار أن يؤثر على كل من الأطفال أو البالغين على حد سواء.

## أنواعه
«تضيق تحت المزمار» يمكن أن يكون على ثلاثة أشكال، هي:
1. تضيق تحت المزمار الخلقي (بالإنجليزية: congenital subglottic stenosis)‏.
2. تضيق تحت المزمار مجهول السبب (ISS) (بالإنجليزية: idiopathic subglottic stenosis)‏.
3. تضيق تحت المزمار المُكتسب (بالإنجليزية: acquired subglottic stenosis)‏.

«تضيق تحت المزمار الخلقي» هو ما كان سببه عيب خلقي. أما «تضيق تحت المزمار مجهول السبب»، فهو ما كان سببه غير معروفاً. و«تضيق تحت المزمار المُكتسب» يحدث عموما كأحد التأثيرات اللاحقة بعد تنبيب مجرى الهواء، وفي حالات نادرة للغاية يحدث «تضيق تحت المزمار» نتيجة «لداء الإرتداد المعدي المريئي» (GERD).

## التشخيص
تُصنف حالات «تضيق تحت المزمار» وفقا لنظام تصنيف «قطن-ماير» (بالإنجليزية: Cotton-Myer classification system
)‏ إلى أربع درجات لهذا الاضطراب: من واحد إلى أربعة بحسب شدة الانسداد.
- الدرجة 1: انسداد من %1 إلى 50%.
- الدرجة 2: انسداد من %51 إلى 70%.
- الدرجة 3: انسداد من %71 إلى 99%.
- الدرجة 4: لا يمكن رؤية التجويف.

## إدارة المرض
تتضمن علاجات التخفيف من أعراض تضيق تحت المزمار:
- تناول جرعة يومية من الستيرويد مثل بريدنيزون، مما يقلل من الإتهاب في المنطقة من أجل تحسين عملية التنفس.
- هناك أدوية أخرى يُجري اختبارها على المرضى مثل الميثوتريكسيت ولكن النتائج لا تزال معلقة.

## صور إضافية

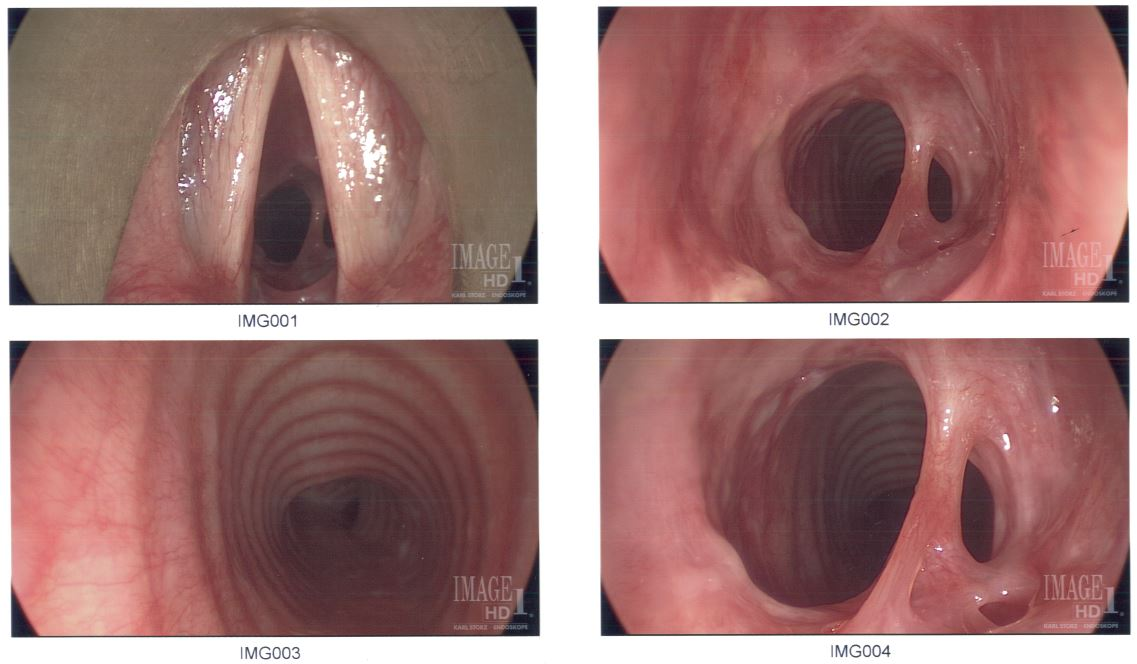
صور ما قبل الجراحة لمريضة تبلغ من العمر 31 عامًا تعاني من "تضيق تحت المزمار" ناتج عن تكوين أنسجة ليفية ندبة ناتجة عن مرض داء الارتداد المعدي المريئي المزمن.

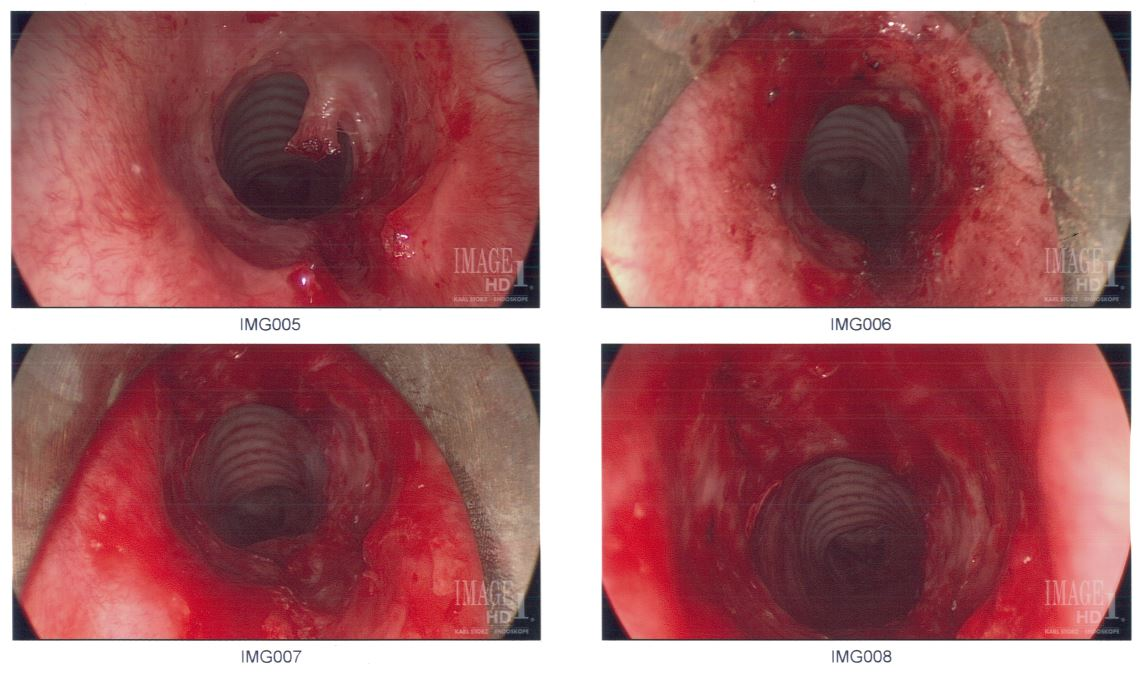
صور ما بعد الجراحة لمريضة تبلغ من العمر 31 عامًا خضعت لتنظير الحنجرة المباشر الجزئي micro-direct laryngoscopy لإزالة نسيج الندبة بالليزر وتوسيع مجرى الهواء بواسطة البالون.